# Rickettsia
Rickettsia je rod gramnegativních, pleomorfních bakterií z čeledi Rickettsiacae. Jedná se o obligátní intracelulární patogeny, jež napadají buňky retikulo-endoteliálního systému, zejména monocyty či buňky endotelu. Přenášejí se výhradně přes vektory, nejčastěji klíšťata, vši, roztoče a blechy. Jednotlivé druhy způsobují závažná onemocnění lidí a zvířat po celém světě. Mezi nejznámější nemoci způsobené rickettsiemi patří skvrnitý tyfus (původce Rickettsia prowazekii, pojmenovaný po česko-rakouském vědci Stanislausovi von Prowazek) a horečka Skalistých hor (Rickettsia rickettsii).

## Přehled druhů rickettsií a nemocí

### Spotted fever group (skupina způsobující skvrnité horečky)
- - R. rickettsii (Amerika)

horečka Skalistých hor
- - R. akari (země bývalého Sovětského svazu)

Rickettsiové neštovice
- - R. conorii (Středomoří, Afrika, Jihozápadní Asie, Indie)

horečka Boutonneuse (nebo také Marseilleská horečka)
- - R. siberica (Mongolsko, severní Čína)

severoasijská skvrnitá horečka
- - R. australis (Austrálie)

australská klíšťová horečka
- - R. japonica (Japonsko)

japonská skvrnitá horečka
- - R. africae (jižní Afrika)

### Typhus group (skupina způsobující tyfus)
- - R. prowazekii (celosvětově)

skvrnitý tyfus (také epidemický tyfus)
- - R. typhi (celosvětově)

endemický tyfus (také krysí tyfus)

### Scrub typhus group
- - Orientia tsutsugamushi (Jihovýchodní Asie)

horečka tsutsugamushi (nebo také japonská říční horečka)